# Романюк, Алексей Николаевич
Алексе́й Никола́евич Романю́к (род. 15 марта 1973, Курган) — советский и российский музыкант. Известен как неизменный бас-гитарист рок-группы «Чиж & Co», в которой состоит со дня основания (с 1993). Участвовал также в группах «Кошкин Дом», «Стиль & Стюарты Копленды», «Петля Нестерова» и других.

## Биография
Алексей Николаевич Романюк родился 15 марта 1973 года в городе Кургане Курганской области.
С ранних лет жил в центре Ленинграда. Учился в музыкальной школе. Впервые начал играть на бас-гитаре в 14 лет.
Первый серьёзный опыт в музыке получил, заменяя в качестве басиста в 1991 году Михаила Смирнова в ленинградской группе «Духи». После распада группы в 1992 году недолго выступал в группе «Стиль & Стюарты Копленды», где познакомился с барабанщиком Сергеем Наветным и стал увлекаться манерой игры на бас-гитаре Фли из Red Hot Chili Peppers, а после этого — такими джаз-роковыми исполнителями, как Жако Пасториус, Джон Патитуччи и Маркус Миллер.
В 1993 году, избежав призыва в армию, выступал в группе «Петля Нестерова», параллельно подрабатывая диджеем на радио «Катюша». Некоторое время спустя Сергей Наветный познакомил его с Сергеем Чиграковым, который как раз искал музыкантов для своей новой группы. В результате Алексей недолгое время выступал параллельно в «Петле Нестерова» и в только что созданной «Чиж & Co», но решил уйти из «Петли Нестерова». Тем не менее, Алексей участвовал в записи их альбома «Salto Mortale» 2001 года.
С тех пор Алексей Романюк является бессменным бас-гитаристом «Чиж & Co», приняв участие во всех 6 студийных альбомах группы, а также во всех концертных альбомах и компиляциях. Помимо основной деятельности, помогал записывать сольные альбомы коллегам по «Чиж & Co» — звукорежиссёру Юрию Морозову (альбом «Обнажённое чувство отсутствия», 2005 год), и бывшему гитаристу Михаилу Владимирову (альбомы «Размах крыльев» 2000 года, «На грани изумруда» 2007 года и «Хоба-Live» 2015 года).